# 刘湧 (1915年)
刘湧（1915年9月—2015年5月30日），男，山西静乐人，中华人民共和国政治人物。曾任北京市公安局副局长、中共北京市委政法部部长、市委常委、北京市高级人民法院院长，北京市政协副主席。

## 生平
1933年太原市平民中学初中部毕业。考入太原师范。1934年从事革命工作遭通缉。1935年冬考入同蒲铁路车务人员训练班。后任介休站站务员、副站长。1936年加入民先、牺盟会，兼任《晋阳日报》记者从事抗日救亡。
1938年2月晋南沦陷，率领12名职工参加安吴堡青年训练班。1938年5月入党，任青训班职工大队指导员、党支部书记。1938年8月带领青训班职工大队100余人赴延安。入中央党校学习。1939年6月入中央社会部工作。
1948年12月任北平市公安局一处处长。后任常务副局长、兼任办公室主任、政治部主任、机关党委书记。1956年11月任北京市委政法部长兼监委副书记。1962年5月任北京市委常委、市委政法部长、市高法院长、市委监委代书记、市保密委主任。1966年6月下放。1977年9月任北京市公安局顾问、党委常委。1979年12月任北京市政协副主席。1983年离休。